# یلنیوو (استان اشوی‌داشکسیه)
یلنیوو (به لهستانی: Jeleniów) یک منطقهٔ مسکونی در لهستان است که در گمینا نووا سووپیا واقع شده‌است. یلنیوو ۷۷۰ نفر جمعیت دارد.